# Папуга (фільм)
Папуга — український короткометражний фільм режисера Тьєрі Дюссе.

## Сюжет
Київ, 2009 рік, цілковита криза. 28-річна Міра, втративши роботу, опиняється без засобів до існування. Через це вона вирішує повернутися до батьків у рідне місто. Це її останній день перед від'їздом. Усі речі складені, крім... папуги. Наступного ранку вона проти волі йде на пташиний ринок, щоб віддати його. Там зустрічає дивного чоловіка на ім'я Луї. Він француз і шукає папугу...